# Universidad del Pueblo
La Universidad del Pueblo (University of the People en Idioma inglés o UoPeople) es una universidad privada de educación a distancia sin ánimo de lucro  de bajo costo, con sede en Pasadena, California, y fundada por el empresario y emprendedor Shai Reshef.

## Tipo de educación
Las clases y sesiones de estudio se producen enteramente de modo asíncrono desde un campus virtual con uso de plataofrma moodle en Internet, por lo que proporciona acceso global a una educación postsecundaria. El modelo pedagógico se basa en el aprendizaje electrónico  (e learning) y en la red social, acompañados de tecnología de código abierto y recursos educativos abiertos.

## Historia
La Universidad del Pueblo fue fundada por el empresario educativo Shai Reshef en enero de 2009. La universidad no tiene campus debido a su naturaleza de educación a distancia en línea, utiliza una oficina compartida en California como oficina administrativa de admisión.
Los primeros estudiantes de UoPeople comenzaron las clases en septiembre de 2009, estudiando para obtener títulos de asociado (técnico superior universitario) y licenciado en administración de empresas e informática. En aquel momento, la escuela no estaba acreditada y no cobraba tasas ni matrículas.
En febrero de 2012, la Fundación Bill y Melinda Gates concedió a la Universidad del Pueblo una subvención de 613.282 dólares para ayudarla a obtener la acreditación nacional. Dos años más tarde, la universidad recibió la acreditación para impartir programas de grado a través de la Distance Education Accrediting Commission (Comisión de Acreditación de la Educación a Distancia) (DEAC).
En marzo de 2016, la universidad comenzó a ofrecer un MBA en línea, y el curso propiamente dicho comenzó en septiembre de 2016. El MBA no está acreditado por ningún organismo de acreditación de escuelas de negocios (p. ej. AACSB, AMBA, EQUIS).
En 2017, la Universidad de Edimburgo se asoció con la escuela para que los graduados de la Universidad del Pueblo pudieran completar una licenciatura o posgrado en la UE.
En enero de 2019, el International Baccalaureate se asoció con la Universidad del Pueblo para ofrecer un máster de Educación en Enseñanza Avanzada, con posible financiación de becas.
La UoPeople en árabe, anunciada en el Foro Económico Mundial en abril de 2019, se puso en marcha en septiembre de 2020 con su propio sitio web en árabe; utiliza un sitio web diferente en árabe y no exige una prueba de conocimientos de inglés al expedir títulos estadounidenses.
En 2020, la Universidad se convirtió en miembro de la coalición mundial de educación de la UNESCO.
En el mes de marzo de 2025, se anunció públicamente que la universidad ha sido acreditada por Western Association of Schools and Colleges (WASC), obteniendo así la acreditación regional, la forma más contundente de acreditación en estándares de los Estados Unidos respecto a instituciones de educación superior.

## Clasificación
En 2021, el Webometrics Ranking of World Universities clasificó a la University of the People en el puesto 6057, siendo las puntuaciones de "excelencia" y "apertura" (6683, 5963).
La University of the People está clasificada a nivel nacional en el ranking Niche 2021 Best Colleges. La universidad ocupa el puesto 206 de 1.192 en Negocios y el 193 de 821 en Informática.

## Organización y Administración
La University of the People utiliza la metodología de enseñanza de aprender enseñando o peer-to-peer. La Universidad usa comunidades y foros de discusión en línea para que los estudiantes realicen las lecturas, compartan recursos, intercambien ideas y debatan sobre las preguntas asignadas. Notables estudiosos, profesores, bibliotecarios, estudiantes de nivel de máster y otros profesionales, entre ellos muchos voluntarios, participan en el proceso de evaluación y lo supervisan, además de desarrollar el programa de estudios.
El Rector de la Universidad es:
- David H. Cohen, anterior vicepresidente y decano de la facultad de Artes y Ciencias en la Universidad de Columbia.[21]

Los Decanos de la Universidad son:
- Russell S. Winer de la Universidad de Nueva York, Decano de Business Administration (Administración de Empresas).
- Alexander Tuzhilin de la Universidad de Nueva York, Decano de Computer Science (Ciencias de la Computación o Informática).
- Geraldine Downey de la Universidad de Columbia, Decana de General Studies (Estudios Generales).[22][23]

Anteriormente los estudiantes asistían a la UoPeople completamente libre de coste. A partir del 7 de marzo de 2011, la Universidad instituyó una Tarifa de Proceso de Solicitud única, cobrada a los solicitantes, de $10-$50. 
En fechas más recientes, y de forma común para todos los estudiantes, se ha fijado una tarifa única de acceso de $60, en concepto de Cuota de Solicitud de Acceso, que puede ser compensada mediante programas de ayudas y becas. Además del coste de acceso existe una tarifa, en concepto de Cuota de Estudio y Examen, de $100 por asignatura cursada dentro de los programas de grado y de $200 por asignatura cursada dentro de los programas de posgrado (máster). El coste aproximado por estudiar 4 años dentro de un programa de grado es de $4,000 y el coste de un máster es de unos $2,500. A los estudiantes no se les cobra por acceder a materiales de estudio, usándose, en gran medida, materiales de estudio libres. El acceso a la librería interna es a través de la misma cuenta que se abre para cada alumno que ingresa, teniendo en consideración que la UoPeople requiere siempre que se hagan las citas correspondientes.

## Programas Académicos
La University of the People ofrece los siguientes cuatro títulos de estudiante universitario:
- Títulos de Associate (A.S.), Bachelor (B.S.) y Máster en Business Administration (MBA) (Administración de Empresas)
- Títulos de Associate (A.S.) y Bachelor (B.S.) en Computer Science (Ciencias de la Computación o Informática)
- Títulos de Associate (A.S.) y Bachelor (B.S.) en Health Science (Ciencias de la Salud)
- Título de Maestría en Educación en Enseñanza Avanzada (M.Ed.) (Maestría en Educación)

Desde febrero de 2014, la universidad y los programas se encuentran acreditados, por la Comisión de Acreditación de Educación a Distancia (Distance Education Accrediting Commission, por sus siglas en inglés DEAC).

### Business Administration (Administración de Empresas)
- Associate of Science Degree (Asociado Universitario en Ciencias, equivalente a técnico superior)
- Bachelor of Science Degree (Bachiller Universitario en Ciencias, equivalente a licenciatura)
- Master of Business Administration (MBA) grado de magíster, posgrado

### Computer Science (Ingeniería de Sistemas)
- Associate of Science Degree (Asociado Universitario en Ciencias, equivalente a técnico superior)
- Bachelor of Science Degree (Bachiller Universitario en Ciencias, equivalente a licenciatura)

### Health Science (Ciencias de la Salud)
- Associate of Science Degree (Asociado Universitario en Ciencias, equivalente a técnico superior)
- Bachelor of Science Degree (Bachiller Universitario en Ciencias, equivalente a licenciatura)

Estos títulos académicos suelen ser la formación correspondiente para aspirar a ser profesional de enfermería, o al título de MD (doctor en Medicina) obligatorio para el ejercicio de la medicina, y poder aplicar a la licencia estatal (en Estados Unidos) para ejercer la profesión de médico. 

### Educación
- Master of Education (M. Ed) (Magíster en Educación) posgrado

### Tecnología de la Información (IT)
- Master of Science (M. Sc.) (Magíster en Ciencias) en tecnologías de la información (MSIT) desde 2023.[17]

## Estudiantes
El cuerpo de estudiantes es diverso, y en una típica clase es posible que 20 estudiantes estén con estudiantes de alrededor de 20 países diferentes en la misma clase virtual. El Presidente de la UoPeople, Shai Reshef, prevé que 100.000 estudiantes asistirán a la Universidad en el futuro.

Según el departamento de educación de Estados Unidos, la universidad contó con 12,446 estudiantes de pregrado para el año académico (2020-2021) con una tasa de graduación del 29%.

## Comité General Asesor
El  Comité Asesor ayuda en el desarrollo del programa de estudios, las políticas académicas y las alianzas para la universidad. Los asesores son:
- June Arunga, Socia Fundadora y Miembro de la Junta Directiva en Black Star Lines (BSL), un proveedor de soluciones tecnológicas para pagos basados en telefonía móvil y transferencias de dinero en África. También es la Fundadora y Presidenta de Open Quest Media LLC en Nueva York.
- Jack Balkin, Knight Professor de Derecho Constitucional y la Primera Enmienda en la Escuela de Derecho de Yale, Director del Proyecto Sociedad de la Información de Yale y Codirector del Programa Derecho y Medios de Comunicación de Yale.
- M. Humayun Kabir, embajador de la República Popular de Bangladés en los Estados Unidos.
- Dr. Abdul Waheed Khan, director general adjunto para Comunicación e Información en la UNESCO.
- Mihai Nadin, profesor titular en la Universidad de Texas en Dallas y fundador y director de anté - Institute for Research in Anticipatory Systems.[31]
- Y.S. Rajan, Asesor Principal de la CII (Confederation of Indian Industry[32]) y coautor de "India 2020: a vision for the new millennium"[33] (con el expresidente de India Abdul Kalam).
- David A. Wiley, Profesor Asociado de Psicología y Tecnología Educativas en la Universidad Brigham Young, Director de Transparencia (Chief Openness Officer) de Flat World Knowledge, Fundador de la Open High School of Utah y Fundador de OpenContent.org.
- Esther Wojcicki, Presidenta de Creative Commons, educadora y periodista.